# Ginés García
Pour les articles homonymes, voir García.
García  Perán est un nom espagnol. Le premier nom de famille, en général paternel, est García ; le second, en général maternel, souvent omis, est Perán.
Ginés García Perán, né le 28 février 1941 à El Esparragal (es), hameau de la municipalité de Murcie, est un coureur cycliste espagnol, professionnel entre 1962 et 1968.

## Biographie
Ginés García naît dans une modeste famille d'agriculteurs en Murcie. Il acquiert son premier vélo sur le tard, à l'âge de 15 ou 16 ans. Dès sa deuxième saison, il s'impose sur 27 courses,. 
En 1963, il se classe sixième du Tour de l'Avenir, tout en ayant remporté une étape de montagne à Chamonix et le classement du meilleur grimpeur. L'année suivante, il termine troisième de cette même épreuve, derrière Felice Gimondi et Lucien Aimar. 
Il met prématurément fin à sa carrière à 27 ans en raison d'un accident de la circulation.

## Palmarès
- 1962
  - Clásica a los Puertos
  - 4e étape du Tour de Catalogne
  - 3e du Tour de Catalogne

- 1963
  - 10e étape du Tour de l'Avenir

- 1964
  - 3e du Tour de l'Avenir

- 1965
  - 3e du GP Zumaia
  - 8e du Critérium du Dauphiné libéré

- 1966
  - 2e de la Prueba Villafranca de Ordizia
  - 3e du championnat d'Espagne sur route

- 1967
  - 2e étape du Gran Premio Munecas Famosa
  - Tour des vallées minières :
    - Classement général
    - 2e étape

  - 2e du Gran Premio Munecas Famosa
  - 2e du Gran Premio Navarra
  - 2e du championnat d'Espagne de course de côte
  - 3e du championnat d'Espagne sur route
  - 5e du Grand Prix du Midi libre

## Résultats sur les grands tours

### Tour de France
3 participations
- 1965 : 29e
- 1966 : 28e
- 1967 : 18e

### Tour d'Espagne
2 participations
- 1965 : 31e
- 1967 : 24e

### Tour d'Italie
1 participation
- 1968 : 39e